# Consejo Internacional de Diseño
El Consejo Internacional de Diseño (ICoD; anteriormente conocido como ico-D, Consejo Internacional de Diseño de Comunicación o Icograda, que antes eran las iniciales en inglés del Consejo Internacional de Asociaciones de Diseño Gráfico) es una organización internacional que representa las profesiones del diseño. El Consejo se fundó en Londres en 1963 y celebró su 50.º aniversario el 27 de abril de 2013. Es una red sin fines de lucro, no partidista, de miembros de organizaciones independientes y partes interesadas que trabajan dentro del ámbito multidisciplinario de diseño.
Los miembros del Consejo están compuestos por entidades nacionales que incluyen asociaciones profesionales de diseño, organismos de promoción del diseño e instituciones de educación en diseño. Los medios de diseño están afiliados a través de la International Design Media Network (IDMN).

## Fundación
Peter Kneebone propuso la idea de establecer una organización internacional para el diseño gráfico y participó en la fundación de Icograda. La Sociedad de Artistas Industriales (que cambió su nombre en 1963 a Sociedad de Artistas y Diseñadores Industriales, y ahora es la Sociedad Colegiada de Diseñadores, o CSD) estableció un grupo de trabajo bajo la presidencia de Willy de Majo, para promover la creación de una organización que represente internacionalmente a las numerosas asociaciones profesionales de diseño gráfico en todo el mundo. No existía tal organización. La profesión crecía rápidamente en importancia y también intentaba aclarar su identidad y objetivos. Se vio envuelto en situaciones sociales y tecnológicas cada vez más complejas. Se estaban desarrollando asociaciones nacionales, pero el diálogo y la acción internacionales eran intermitentes y descoordinados. Era importante crear vínculos entre las asociaciones profesionales de todos los países y entre la profesión y el resto del mundo.
La conferencia inaugural de Icograda (el Consejo Internacional de Asociaciones de Diseño Gráfico) tuvo lugar en Watney House, Londres, del 26 al 28 de abril de 1963, a la que asistieron delegados de 28 asociaciones en 17 países europeos. La reunión fue presidida por HK Henrion y apoyada por Kneebone como secretario. El 27 de abril, la reunión acordó establecer formalmente Icograda. Las propuestas que fueron ratificadas incluyen el desarrollo y borradores de un Código de ética y práctica profesional, un código de contrato y condiciones de contratación para diseñadores gráficos, reglas y reglamentos para concursos internacionales de diseño gráfico, un directorio internacional de organizaciones concernientes al diseño gráfico y la publicación de un boletín de noticias.
En la misma reunión, se convocó el primer Congreso y Asamblea General de Icograda en 1964 en Zúrich con el fin de establecer los objetivos y estructuras sobre los que descansaba el futuro de la organización.

## Miembros

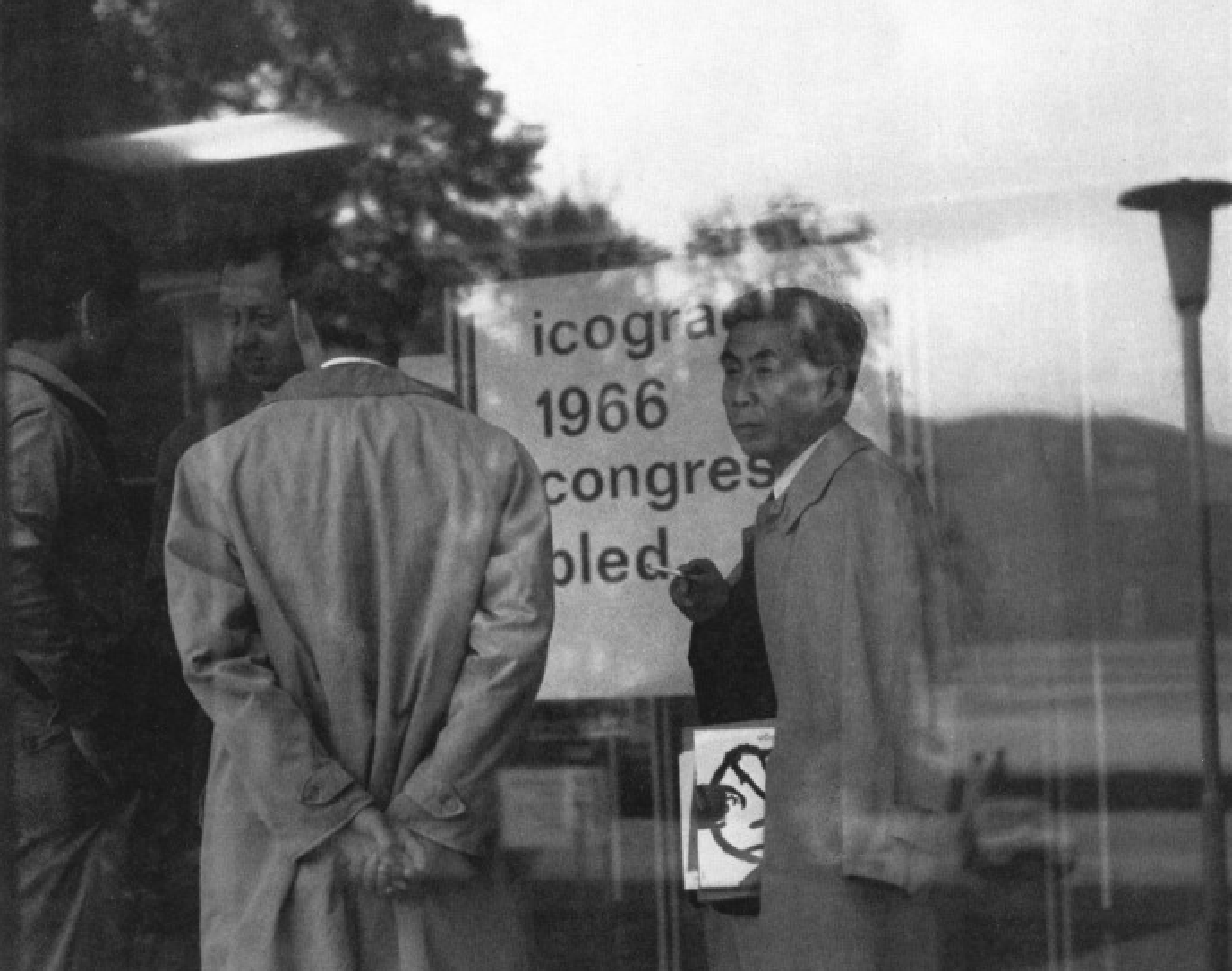
Congreso Icograda 1966.

El Consejo Internacional de Diseño es una organización de organizaciones. El consejo tiene más de 120 organismos miembros de más de 50 países. Como órgano representativo, la Asamblea de sus miembros es su máximo poder y tiene la decisión final sobre todos los asuntos que rigen el consejo. Las organizaciones que integran esta membresía son Asociaciones Profesionales, Instituciones Educativas y Organismos de Promoción a nivel nacional. Como categoría de membresía principal, las Asociaciones Profesionales que representan a diseñadores profesionales individuales y estudios de diseño, tienen poderes particulares dentro de la Asamblea.

## Reuniones internacionales
Como una forma de establecer la cooperación entre organizaciones, el Consejo Internacional de Diseño proporciona una serie de puntos de contacto en persona entre las organizaciones de diseño. Las reuniones ico-D ofrecen una variedad de formas para que los representantes de las organizaciones miembros y la comunidad de diseño se conecten. A las reuniones de ico-D asisten, en promedio, 30 a 70 representantes de organizaciones que hablan en nombre de sus comunidades de diseño. Hay varias categorías de reuniones que responden a necesidades específicas.
Las reuniones de la plataforma ico-D (PM) reúnen a los miembros de ico-D en un lugar y momento, todos los años, para explorar desafíos comunes y acciones para el cambio. Las Reuniones Regionales (RM) de ico-D brindan una oportunidad para que los Miembros de ico-D ubicados en la misma región se relacionen con la comunidad de diseño a nivel regional sobre temas y desafíos comunes. Las Reuniones Especiales (SM) de ico-D fomentan la colaboración y el intercambio entre varias entidades de promoción y valorización (Semanas del Diseño, Festivales, Museos, Ciudades, etc.) para abordar desafíos y objetivos superpuestos y determinar cómo la comunidad internacional del diseño puede colaborar mejor para lograr objetivos mutuos y afrontar desafíos compartidos.
Las Asambleas Generales (GM) de ICoD reúnen a los miembros sobre cuestiones de gobernanza y políticas. La Asamblea General (AG) y la Asamblea General Anual (AGM) ocurren en años alternos.

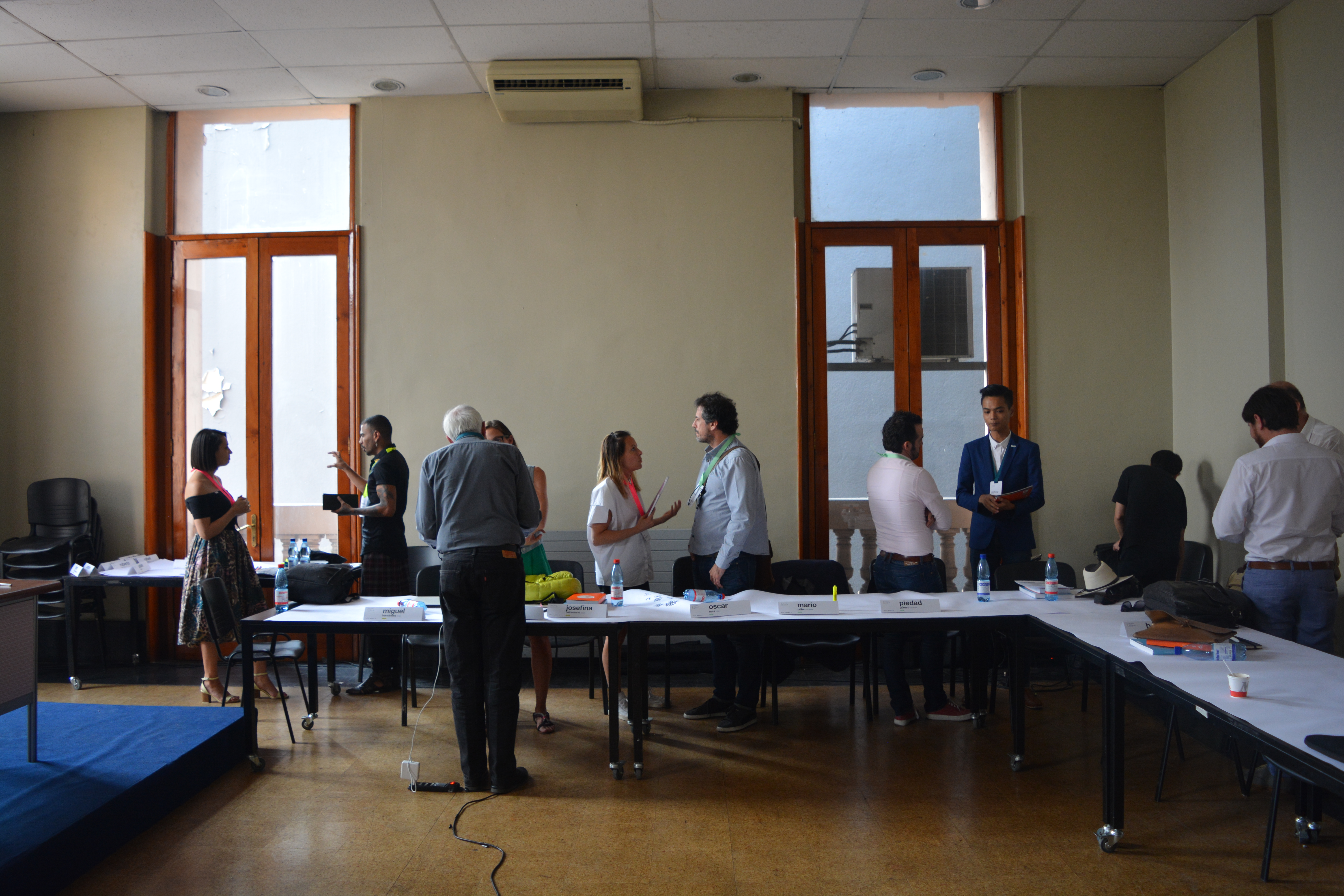
Encuentro Regional ico-D 2017 América Latina
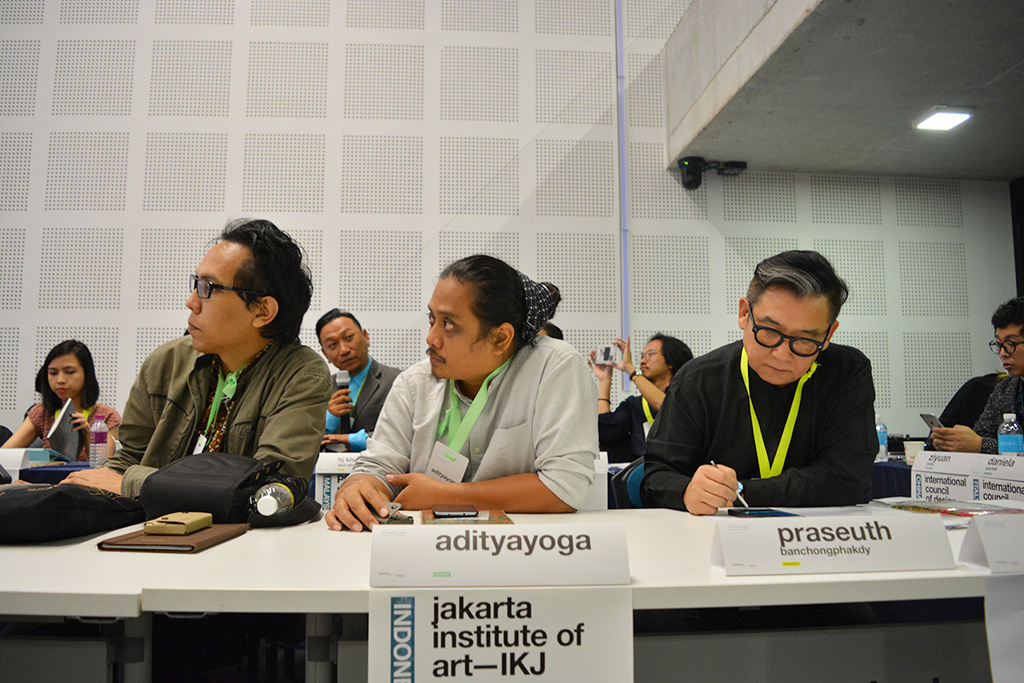
Reunión Regional ico-D 2017 ASEAN
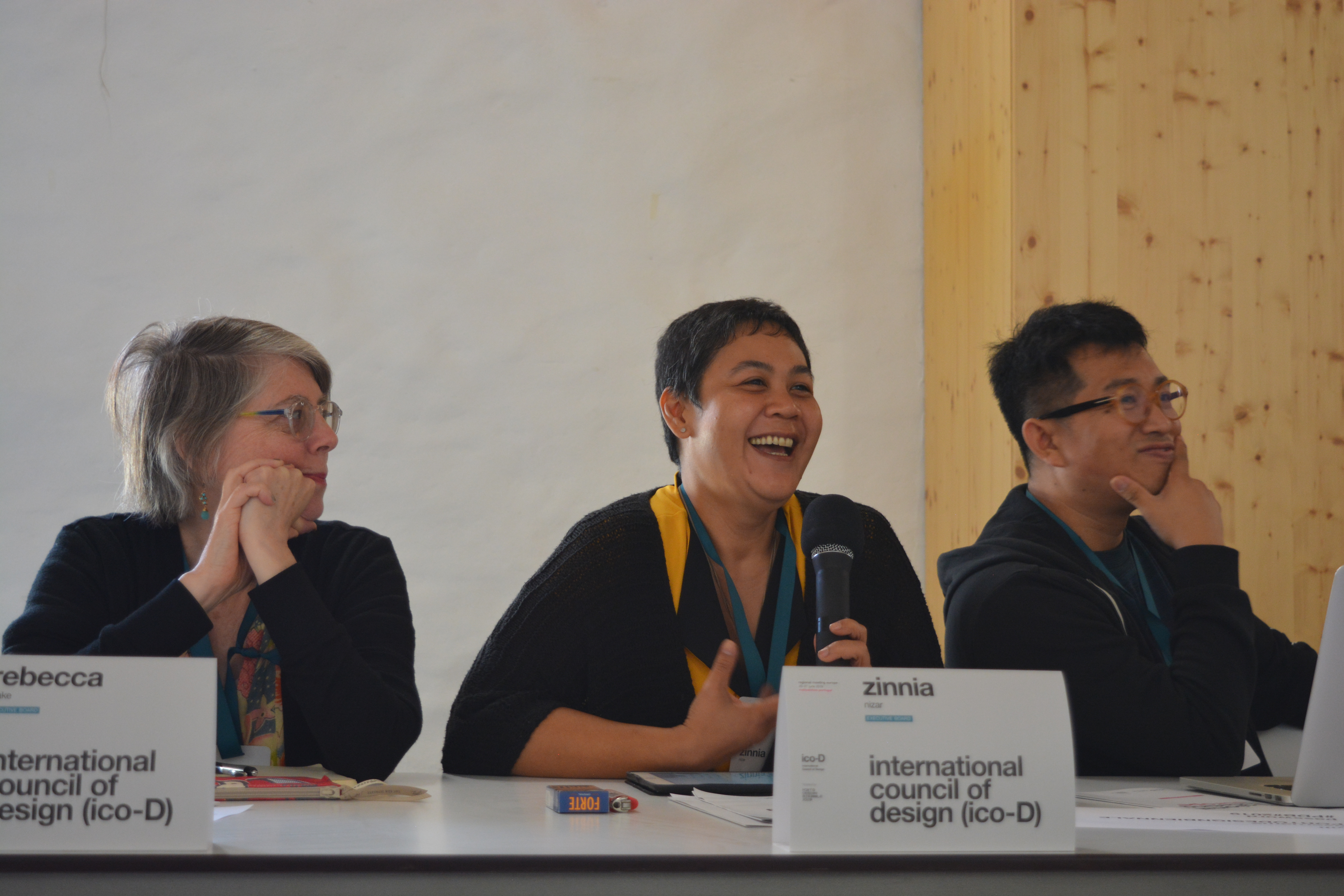
Reunión Regional ico-D 2019 Europa
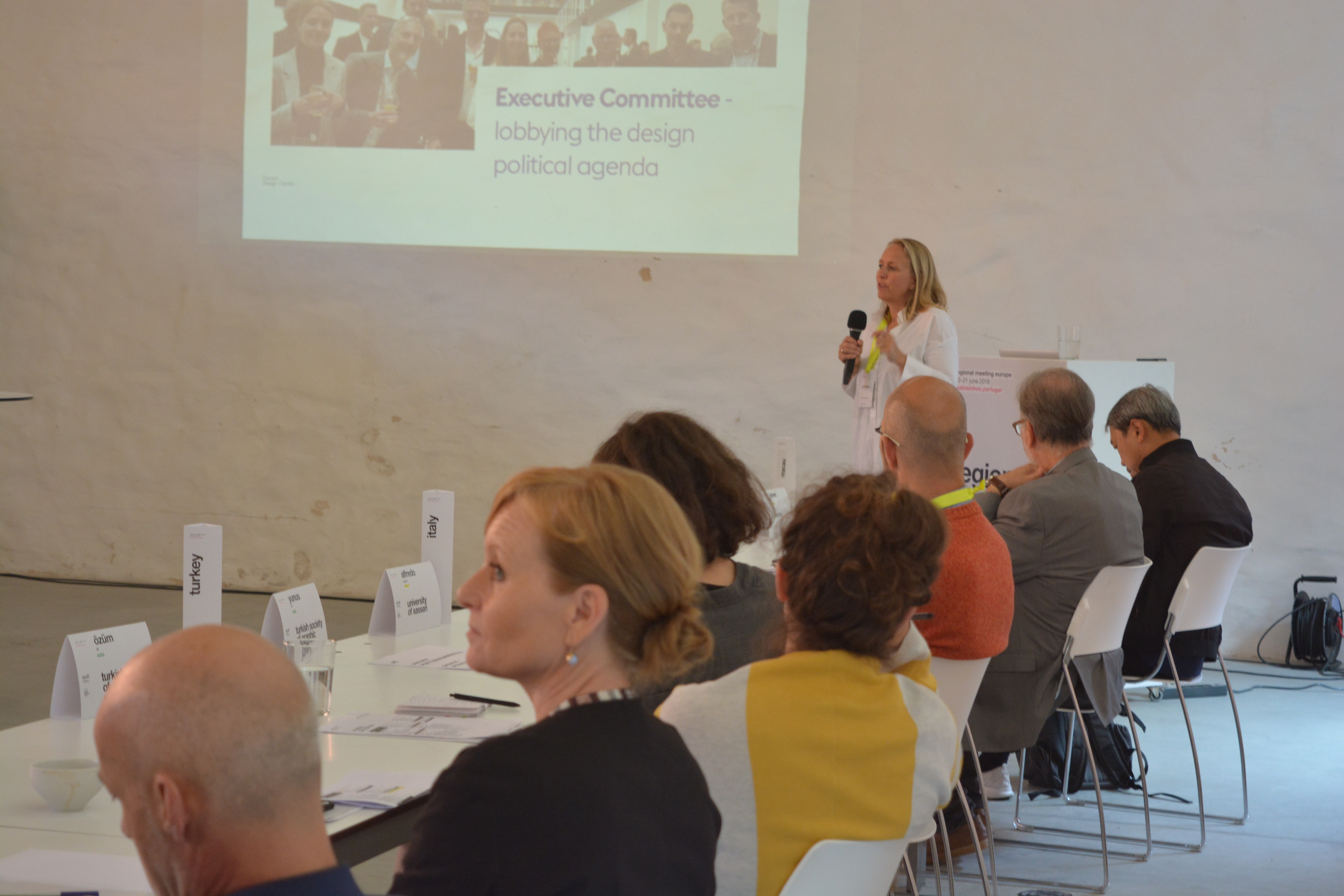
Reunión Regional ico-D 2019 Europa

## Práctica de diseño profesional
El Consejo Internacional de Diseño sostiene que el diseño es una profesión. Al igual que los arquitectos, médicos o abogados, defienden que los diseñadores tienen obligaciones y responsabilidades que deben cumplir para mantener su posición profesional. El Consejo defiende que el título de "diseñador" implica la adhesión a un código de conducta profesional que vincula su práctica profesional a las obligaciones para con la sociedad en general.
El Consejo publica una serie de libros blancos, documentos de buenas prácticas que rigen la conducta profesional del diseñador individual, así como la organización de premios de diseño, conferencias de diseño y exposiciones de diseño. Uno de ellos es un código de conducta para diseñadores profesionales.

## Publicaciones
Como reflejo de sus orígenes como Consejo Internacional de Asociaciones de Diseño Gráfico (Icograda), el Consejo tiene una larga trayectoria de publicaciones. La primera versión de esto es Icographic, que se fundó en 1971 y las versiones posteriores incluyen Iridescent y Communication Design .

### Icográfico
Fundada por John Halas, y editada y diseñada por Patrick Wallis Burke, Icographic fue una revisión de la comunicación visual internacional publicada por Pergamon Press . La publicación fue trimestral en su inicio y luego se convirtió en semestral. En su número inaugural se afirmó que la nueva revista "pretende estudiar este campo [las industrias del papel de periódicos y editoriales, así como la televisión, el cine y las computadoras], así como examinar el papel del diseñador en él. Intentará servir como un órgano de expresión el punto de vista del diseñador en la nueva escena. Intentará revelar nuevas ideas en el aspecto técnico del diseño y convertirse en una fuente de información esencial en el área de las comunicaciones visuales para muchos de nuestros miembros en todo el mundo".
Se imprimieron 14 números de Icographic entre 1971 y 1978. El catálogo completo está disponible en el sitio web del Consejo.

- Archivo:Icographic issue 2 (1971).png
- Archivo:Icographic 08 (1974).png
- Archivo:Icographic 12 (1978).png

### Iridiscente
Iridiscente: Icograda Journal of Design Research , fue la segunda versión de la revista de investigación de diseño del Council. Acuñó el "prisma de la investigación del diseño", la publicación tenía como objetivo romper fronteras y lo fue. Considerada una nueva visión global del futuro del diseño con el objetivo de "romper fronteras", Iridescent nació del objetivo estratégico del Consejo de desarrollar la educación en diseño de comunicación fusionando las facetas interdisciplinarias de la teoría, la práctica y la investigación. Iniciado por Russell Kennedy (presidente de Icograda 2009-2011), editado por Omar Vulpinari (vicepresidente de Icograda 2009-2011) e impreso por Fabrica , este hermoso trabajo de edición limitada incluye artículos de Elizabeth Tunstall, Lawrence Zeegan, Zhao Jian y muchos más.
La revista existió en papel y en formato digital, desde 2009 hasta 2011. El catálogo completo está disponible en el sitio web del Consejo.

### Diseño de comunicación
En 2016, la tercera iteración de la revista, Diseño de comunicación, Investigación en diseño interdisciplinario y gráficose lanzó, una evolución significativa que se basa en una historia editorial dinámica en el Consejo. La iniciativa fue dirigida por el editor en jefe Teal Triggs del Royal College of Art y apoyada por un equipo editorial consumado, que incluye a autores líderes en diseño. Triggs pretendía revisar lo que entendemos por el término 'diseño de comunicación', y tomar en consideración la naturaleza del diseño como una práctica en constante expansión y transformación, señalando que el futuro del diseño se está ampliando desde el diseño de lo visual hasta también incluyen el diseño de sonido, háptica, experiencias y servicios. Y como resultado, dice, "podría argumentarse que el término 'diseño de comunicación' describe y apoya mejor una gama de nuevos tipos de prácticas, procesos y métodos". La revista fue publicada por Routledge /Taylor & Francis hasta 2019.

## Día Internacional del Diseño
El concepto fue desarrollado en 1995 por Kim Paulsen (Vicepresidente 1993-1995) para conmemorar la fundación del Consejo el 27 de abril de 1963. Asimismo, conmemora las funciones esenciales del diseñador gráfico en la sociedad y el comercio, dando a conocer la importancia de esta profesión. El día inicialmente conocido como "Día Mundial de los Gráficos" se convirtió en el "Día Mundial del Diseño de la Comunicación" en 2012, "Día Mundial del Diseño" en 2015 y "Día Internacional del Diseño" en 2020.
El objetivo del Día Internacional del Diseño es desafiar a los diseñadores a reflexionar profundamente sobre el bienestar de las personas dentro de sus entornos locales y a encontrar soluciones innovadoras a las necesidades locales utilizando el diseño como un vehículo para honrar la diversidad, trascender fronteras y mejorar la calidad de la vida. Celebrada anualmente el 27 de abril, los participantes de todo el mundo están invitados a reunirse, innovar y vivir un momento de diseño mediante la organización de iniciativas y eventos públicos.

### Temas
- 2015: ¿Cómo estás diseñando hoy?
- 2016: ¡Diseño en acción!
- 2017: Empiece joven
- 2018: ¡Los niños también pueden!
- 2019: Mujeres en el diseño
- 2020: ¡Sea profesional!
- 2021: ¡Diseño para todos y cada uno!